# Liste der Bodendenkmale in Altenkrempe
In der Liste der Bodendenkmale in Altenkrempe sind die Bodendenkmale der Gemeinde Altenkrempe nach dem Stand der Bodendenkmalliste des Archäologischen Landesamts Schleswig-Holstein von 2016 aufgelistet. Die Baudenkmale sind in der Liste der Kulturdenkmale in Altenkrempe aufgeführt.
| Denkmal-ID           | Befundart               | Bezeichnung                                    | Zeitstellung                 | Lage | Bemerkungen | Bild |
| -------------------- | ----------------------- | ---------------------------------------------- | ---------------------------- | ---- | ----------- | ---- |
| aKD-ALSH-Nr. 001 852 | Grabmal > Grabhügel     | Grabhügel                                      | Vor- und/oder Frühgeschichte |      |             |      |
| aKD-ALSH-Nr. 001 853 | Grabmal > Grabhügel     | Grabhügel                                      | Vor- und/oder Frühgeschichte |      |             |      |
| aKD-ALSH-Nr. 001 854 | Grabmal > Grabhügel     | Grabhügel                                      | Vor- und/oder Frühgeschichte |      |             |      |
| aKD-ALSH-Nr. 001 855 | Befestigung > Burg      | Burg/Motte/Ringwall/Turmhügel                  | Mittelalter                  |      |             |      |
| aKD-ALSH-Nr. 001 856 | Grabmal > Grabhügel     | Grabhügel                                      | Vor- und/oder Frühgeschichte |      |             |      |
| aKD-ALSH-Nr. 001 857 | Grabmal > Grabhügel     | Grabhügel                                      | Vor- und/oder Frühgeschichte |      |             |      |
| aKD-ALSH-Nr. 001 858 | Grabmal > Grabhügel     | Grabhügel                                      | Vor- und/oder Frühgeschichte |      |             |      |
| aKD-ALSH-Nr. 001 859 | Grabmal > Grabhügel     | Grabhügel                                      | Vor- und/oder Frühgeschichte |      |             |      |
| aKD-ALSH-Nr. 001 860 | Grabmal > Grabhügel     | Grabhügel                                      | Vor- und/oder Frühgeschichte |      |             |      |
| aKD-ALSH-Nr. 001 861 | Grabmal > Grabhügel     | Grabhügel                                      | Vor- und/oder Frühgeschichte |      |             |      |
| aKD-ALSH-Nr. 001 862 | Grabmal > Grabhügel     | Grabhügel                                      | Vor- und/oder Frühgeschichte |      |             |      |
| aKD-ALSH-Nr. 001 863 | Grabmal > Grabhügel     | Grabhügel                                      | Vor- und/oder Frühgeschichte |      |             |      |
| aKD-ALSH-Nr. 001 864 | Grabmal > Grabhügel     | Grabhügel                                      | Vor- und/oder Frühgeschichte |      |             |      |
| aKD-ALSH-Nr. 001 865 | Grabmal > Grabhügel     | Grabhügel                                      | Vor- und/oder Frühgeschichte |      |             |      |
| aKD-ALSH-Nr. 001 866 | Grabmal > Grabhügel     | Grabhügel                                      | Vor- und/oder Frühgeschichte |      |             |      |
| aKD-ALSH-Nr. 001 867 | Altweg, Hafen           | Weg/Furt/Wasserstraße/Hafen                    | Vor- und Frühgeschichte      |      |             |      |
| aKD-ALSH-Nr. 001 868 | Grabmal > Grabhügel     | Grabhügel                                      | Vor- und/oder Frühgeschichte |      |             |      |
| aKD-ALSH-Nr. 001 869 | Altweg, Hafen           | Weg/Furt/Wasserstraße/Hafen „Forst Hingstberg“ | Vor- und Frühgeschichte      |      |             |      |
| aKD-ALSH-Nr. 001 870 | Grabmal > Grabhügel     | Grabhügel                                      | Vor- und/oder Frühgeschichte |      |             |      |
| aKD-ALSH-Nr. 001 871 | Grabmal > Grabhügel     | Grabhügel                                      | Vor- und/oder Frühgeschichte |      |             |      |
| aKD-ALSH-Nr. 001 872 | Grabmal > Grabhügel     | Grabhügel                                      | Vor- und/oder Frühgeschichte |      |             |      |
| aKD-ALSH-Nr. 001 873 | Grabmal > Grabhügel     | Grabhügel                                      | Vor- und/oder Frühgeschichte |      |             |      |
| aKD-ALSH-Nr. 001 874 | Grabmal > Grabhügel     | Grabhügel                                      | Vor- und/oder Frühgeschichte |      |             |      |
| aKD-ALSH-Nr. 001 875 | Grabmal > Grabhügel     | Grabhügel                                      | Vor- und/oder Frühgeschichte |      |             |      |
| aKD-ALSH-Nr. 001 876 | Grabmal > Grabhügel     | Grabhügel                                      | Vor- und/oder Frühgeschichte |      |             |      |
| aKD-ALSH-Nr. 001 877 | Grabmal > Grabhügel     | Grabhügel                                      | Vor- und/oder Frühgeschichte |      |             |      |
| aKD-ALSH-Nr. 001 878 | Grabmal > Grabhügel     | Grabhügel                                      | Vor- und/oder Frühgeschichte |      |             |      |
| aKD-ALSH-Nr. 001 879 | Grabmal > Grabhügel     | Grabhügel                                      | Vor- und/oder Frühgeschichte |      |             |      |
| aKD-ALSH-Nr. 001 880 | Grabmal > Grabhügel     | Grabhügel                                      | Vor- und/oder Frühgeschichte |      |             |      |
| aKD-ALSH-Nr. 001 881 | Grabmal > Grabhügel     | Grabhügel                                      | Vor- und/oder Frühgeschichte |      |             |      |
| aKD-ALSH-Nr. 001 882 | Grabmal > Grabhügel     | Grabhügel                                      | Vor- und/oder Frühgeschichte |      |             |      |
| aKD-ALSH-Nr. 001 883 | Befestigung > Burg      | Burg/Motte/Ringwall/Turmhügel                  | Mittelalter                  |      |             |      |
| aKD-ALSH-Nr. 001 884 | Grabmal > Grabhügel     | Grabhügel                                      | Vor- und/oder Frühgeschichte |      |             |      |
| aKD-ALSH-Nr. 001 885 | Grabmal > Grabhügel     | Grabhügel                                      | Vor- und/oder Frühgeschichte |      |             |      |
| aKD-ALSH-Nr. 001 886 | Altweg, Hafen           | Weg/Furt/Wasserstraße/Hafen                    | Vor- und Frühgeschichte      |      |             |      |
| aKD-ALSH-Nr. 001 887 | Grabmal > Grabhügel     | Grabhügel                                      | Vor- und/oder Frühgeschichte |      |             |      |
| aKD-ALSH-Nr. 001 888 | Grabmal > Grabhügel     | Grabhügel                                      | Vor- und/oder Frühgeschichte |      |             |      |
| aKD-ALSH-Nr. 001 889 | Grabmal > Grabhügel     | Grabhügel                                      | Vor- und/oder Frühgeschichte |      |             |      |
| aKD-ALSH-Nr. 001 890 | Grabmal > Grabhügel     | Grabhügel                                      | Vor- und/oder Frühgeschichte |      |             |      |
| aKD-ALSH-Nr. 001 891 | Grabmal > Grabhügel     | Grabhügel                                      | Vor- und/oder Frühgeschichte |      |             |      |
| aKD-ALSH-Nr. 001 892 | Grabmal > Langbett      | Langbett/Steinreihe                            | Neolithikum                  |      |             |      |
| aKD-ALSH-Nr. 001 893 | Grabmal > Grabhügel     | Grabhügel                                      | Vor- und/oder Frühgeschichte |      |             |      |
| aKD-ALSH-Nr. 001 894 | Grabmal > Grabhügel     | Grabhügel                                      | Vor- und/oder Frühgeschichte |      |             |      |
| aKD-ALSH-Nr. 001 895 | Grabmal > Grabhügel     | Grabhügel                                      | Vor- und/oder Frühgeschichte |      |             |      |
| aKD-ALSH-Nr. 001 896 | Grabmal > Grabhügel     | Grabhügel                                      | Vor- und/oder Frühgeschichte |      |             |      |
| aKD-ALSH-Nr. 001 897 | Grabmal > Grabhügel     | Grabhügel                                      | Vor- und/oder Frühgeschichte |      |             |      |
| aKD-ALSH-Nr. 001 898 | Grabmal > Grabhügel     | Grabhügel                                      | Vor- und/oder Frühgeschichte |      |             |      |
| aKD-ALSH-Nr. 001 899 | Grabmal > Großsteingrab | Steinkammer                                    | Neolithikum                  |      |             |      |
| aKD-ALSH-Nr. 001 900 | Grabmal > Grabhügel     | Grabhügel                                      | Vor- und/oder Frühgeschichte |      |             |      |
| aKD-ALSH-Nr. 001 901 | Altweg, Hafen           | Weg/Furt/Wasserstraße/Hafen                    | Vor- und Frühgeschichte      |      |             |      |
| aKD-ALSH-Nr. 001 902 | Altweg, Hafen           | Weg/Furt/Wasserstraße/Hafen                    | Vor- und Frühgeschichte      |      |             |      |
| aKD-ALSH-Nr. 001 903 | Grabmal > Großsteingrab | Steinkammer                                    | Neolithikum                  |      |             |      |
| aKD-ALSH-Nr. 001 904 | Grabmal > Grabhügel     | Grabhügel                                      | Vor- und/oder Frühgeschichte |      |             |      |
| aKD-ALSH-Nr. 001 905 | Grabmal > Grabhügel     | Grabhügel                                      | Vor- und/oder Frühgeschichte |      |             |      |
| aKD-ALSH-Nr. 001 906 | Grabmal > Grabhügel     | Grabhügel                                      | Vor- und/oder Frühgeschichte |      |             |      |
| aKD-ALSH-Nr. 001 907 | Grabmal > Grabhügel     | Grabhügel                                      | Vor- und/oder Frühgeschichte |      |             |      |
| aKD-ALSH-Nr. 001 908 | Grabmal > Grabhügel     | Grabhügel                                      | Vor- und/oder Frühgeschichte |      |             |      |
| aKD-ALSH-Nr. 001 909 | Grabmal > Grabhügel     | Grabhügel                                      | Vor- und/oder Frühgeschichte |      |             |      |
| aKD-ALSH-Nr. 001 910 | Grabmal > Grabhügel     | Grabhügel „Gehege Steinklippen“                | Vor- und/oder Frühgeschichte |      |             |      |
| aKD-ALSH-Nr. 001 911 | Grabmal > Grabhügel     | Grabhügel „Gehege Steinklippen“                | Vor- und/oder Frühgeschichte |      |             |      |
| aKD-ALSH-Nr. 001 912 | Grabmal > Grabhügel     | Grabhügel „Gehege Steinklippen“                | Vor- und/oder Frühgeschichte |      |             |      |
| aKD-ALSH-Nr. 001 913 | Grabmal > Grabhügel     | Grabhügel „Gehege Steinklippen“                | Vor- und/oder Frühgeschichte |      |             |      |
| aKD-ALSH-Nr. 001 914 | Grabmal > Grabhügel     | Grabhügel „Gehege Steinklippen“                | Vor- und/oder Frühgeschichte |      |             |      |
| aKD-ALSH-Nr. 001 915 | Grabmal > Grabhügel     | Grabhügel „Gehege Steinklippen“                | Vor- und/oder Frühgeschichte |      |             |      |
| aKD-ALSH-Nr. 001 916 | Grabmal > Grabhügel     | Grabhügel                                      | Vor- und/oder Frühgeschichte |      |             |      |
| aKD-ALSH-Nr. 001 917 | Grabmal > Grabhügel     | Grabhügel „Gehege Steinklippen“                | Vor- und/oder Frühgeschichte |      |             |      |
| aKD-ALSH-Nr. 001 918 | Grabmal > Grabhügel     | Grabhügel „Gehege Steinklippen“                | Vor- und/oder Frühgeschichte |      |             |      |
| aKD-ALSH-Nr. 001 919 | Grabmal > Grabhügel     | Grabhügel „Gehege Steinklippen“                | Vor- und/oder Frühgeschichte |      |             |      |
| aKD-ALSH-Nr. 001 920 | Grabmal > Grabhügel     | Grabhügel „Gehege Steinklippen“                | Vor- und/oder Frühgeschichte |      |             |      |
| aKD-ALSH-Nr. 001 921 | Grabmal > Grabhügel     | Grabhügel „Gehege Steinklippen“                | Vor- und/oder Frühgeschichte |      |             |      |
| aKD-ALSH-Nr. 001 922 | Grabmal > Langbett      | Langbett/Steinreihe „Gehege Steinklippen“      | Neolithikum                  |      |             |      |
| aKD-ALSH-Nr. 001 923 | Grabmal > Grabhügel     | Grabhügel „Gehege Steinklippen“                | Vor- und/oder Frühgeschichte |      |             |      |
| aKD-ALSH-Nr. 001 924 | Grabmal > Grabhügel     | Grabhügel „Gehege Steinklippen“                | Vor- und/oder Frühgeschichte |      |             |      |
| aKD-ALSH-Nr. 001 925 | Grabmal > Grabhügel     | Grabhügel „Gehege Steinklippen“                | Vor- und/oder Frühgeschichte |      |             |      |
| aKD-ALSH-Nr. 001 926 | Befestigung > Burg      | Burg/Motte/Ringwall/Turmhügel                  | Mittelalter                  |      |             |      |
| aKD-ALSH-Nr. 001 927 | Befestigung > Burg      | Burg/Motte/Ringwall/Turmhügel                  | Mittelalter                  |      |             |      |
| aKD-ALSH-Nr. 001 928 | Grabmal > Grabhügel     | Grabhügel „Gehege Steinklippen“                | Vor- und/oder Frühgeschichte |      |             |      |
| aKD-ALSH-Nr. 001 929 | Grabmal > Grabhügel     | Grabhügel „Gehege Steinklippen“                | Vor- und/oder Frühgeschichte |      |             |      |
| aKD-ALSH-Nr. 001 930 | Grabmal > Grabhügel     | Grabhügel                                      | Vor- und/oder Frühgeschichte |      |             |      |
| aKD-ALSH-Nr. 001 931 | Grabmal > Grabhügel     | Grabhügel                                      | Vor- und/oder Frühgeschichte |      |             |      |
| aKD-ALSH-Nr. 001 932 | Grabmal > Grabhügel     | Grabhügel „Pfefferkrugholz“                    | Vor- und/oder Frühgeschichte |      |             |      |
| aKD-ALSH-Nr. 001 933 | Grabmal > Grabhügel     | Grabhügel „Pfefferkrugholz“                    | Vor- und/oder Frühgeschichte |      |             |      |
| aKD-ALSH-Nr. 001 934 | Grabmal > Grabhügel     | Grabhügel „Pfefferkrugholz“                    | Vor- und/oder Frühgeschichte |      |             |      |
| aKD-ALSH-Nr. 001 935 | Grabmal > Grabhügel     | Grabhügel „Pfefferkrugholz“                    | Vor- und/oder Frühgeschichte |      |             |      |
| aKD-ALSH-Nr. 001 936 | Grabmal > Langbett      | Langbett/Steinreihe „Pfefferkrugholz“          | Neolithikum                  |      |             |      |
| aKD-ALSH-Nr. 001 937 | Grabmal > Grabhügel     | Grabhügel                                      | Vor- und/oder Frühgeschichte |      |             |      |